# Naja mossambica
Espèce
Naja mossambica ou Cobra du Mozambique est une espèce de serpents de la famille des Elapidae.

## Répartition
Cette espèce se rencontre en Afrique du Sud, en Namibie, en Angola, au Swaziland, au Mozambique, au Zimbabwe, au Botswana, en Zambie, au Malawi, au Congo-Kinshasa, en Tanzanie et en Somalie.

## Description

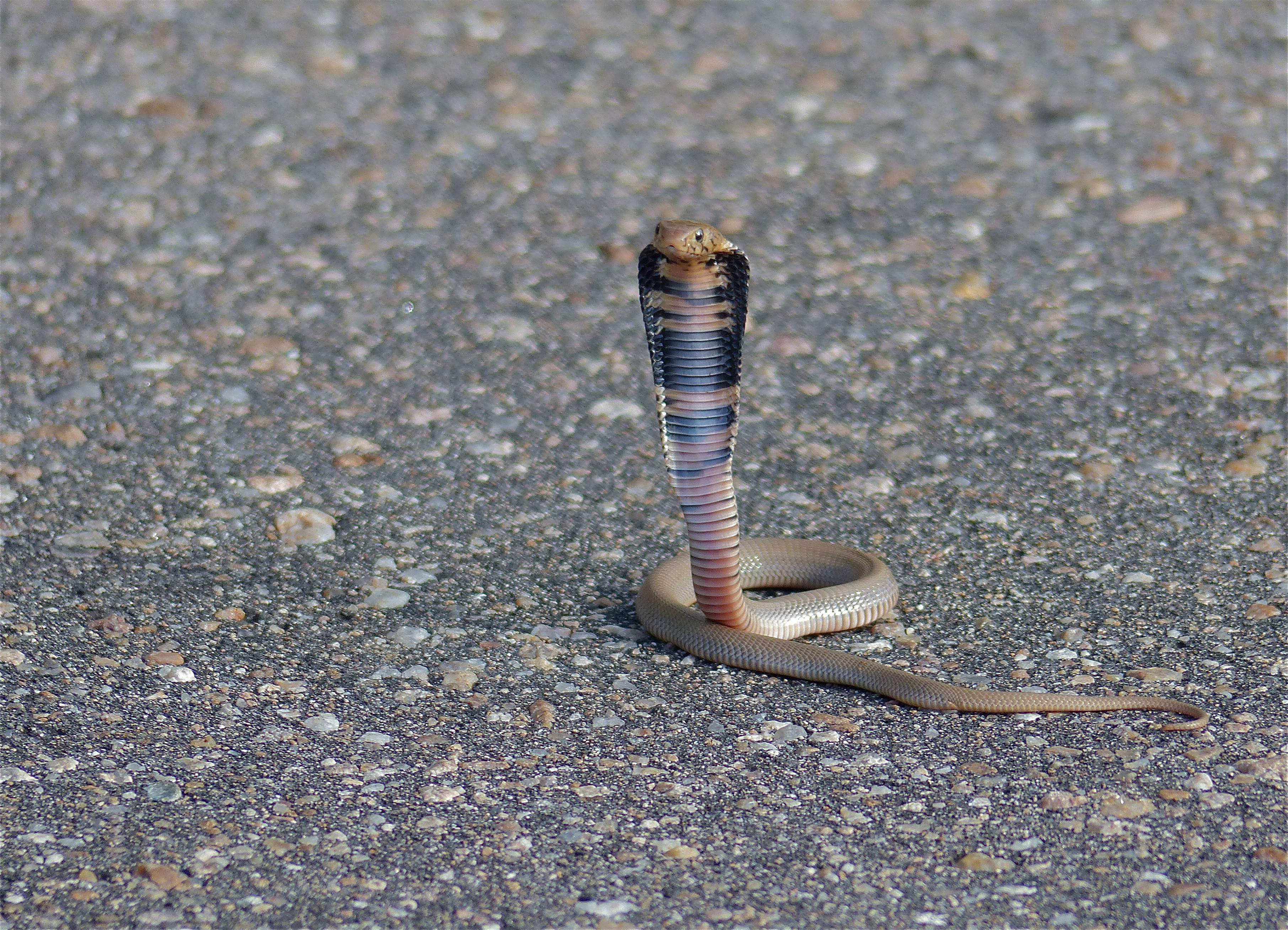
Juvénile (Parc national Kruger, Afrique du Sud)

Il peut atteindre 1,5 mètre de long.
Il se nourrit de souris, d'insectes, d'oiseaux, d'œufs et d'autres serpents.
Il peut cracher son venin sur une distance de 3 mètres.

## Publication originale
- Peters, 1854 : Diagnosen neuer Batrachier, welche zusammen mit der früher (24. Juli und 17. August) gegebenen Übersicht der Schlangen und Eidechsen mitgetheilt werden. Bericht über die zur Bekanntmachung geeigneten Verhandlungen der Königlich preussischen Akademie der Wissenschaften zu Berlin, vol. 1854, p. 614-628 (texte intégral).